# Liste der Biografien/Noe
Liste der Biografien |
Portal Biografien |
Personensuche
# |
A |
B |
C |
D |
E |
F |
G |
H |
I |
J |
K |
L |
M |
N |
O |
P |
Q |
R |
S |
T |
U |
V |
W |
X |
Y |
Z |
?
 
Na |
Nb |
Nc |
Nd |
Ne |
Nf |
Ng |
Nh |
Ni |
Nj |
Nk |
Nl |
Nm |
Nn |
No |
Nr |
Ns |
Nt |
Nu |
Nv |
Nw |
Nx |
Ny |
Nz
 
Noa |
Nob |
Noc |
Nod |
Noe |
Nof |
Nog |
Noh |
Noi |
Noj |
Nok |
Nol |
Nom |
Non |
Noo |
Nop |
Nor |
Nos |
Not |
Nou |
Nov |
Now |
Nox |
Noy |
Noz
Die Liste der Biografien führt alle Personen auf, die in der deutschsprachigen Wikipedia einen Artikel haben. Dieses ist eine Teilliste mit 185 Einträgen von Personen, deren Namen mit den Buchstaben „Noe“ beginnt.

## Noe
- Noé (* 1957), albanischer Schriftsteller und Dichter
- Noé von Nordberg, Margarethe (1905–1995), österreichische Schauspielerin
- Noé, Adolf Carl (1873–1939), österreichisch-amerikanischer Paläobotaniker und Geologe
- Noë, Alva (* 1964), US-amerikanischer Philosoph und Kognitionswissenschaftler
- Noé, Amédée de (1819–1879), französischer Karikaturist
- Noè, Andrea (* 1969), italienischer Radrennfahrer
- Noé, Anna (* 1989), deutsche Fernsehmoderatorin
- Noe, Christopher (* 1996), deutscher Schachspieler
- Noé, Claus (1938–2008), deutscher Ökonom und Staatssekretär
- Noë, Friedrich Wilhelm (1798–1858), österreichischer Botaniker
- Noé, Gaspar (* 1963), argentinischer FilmregisseurGaspar Noé (* 1963)

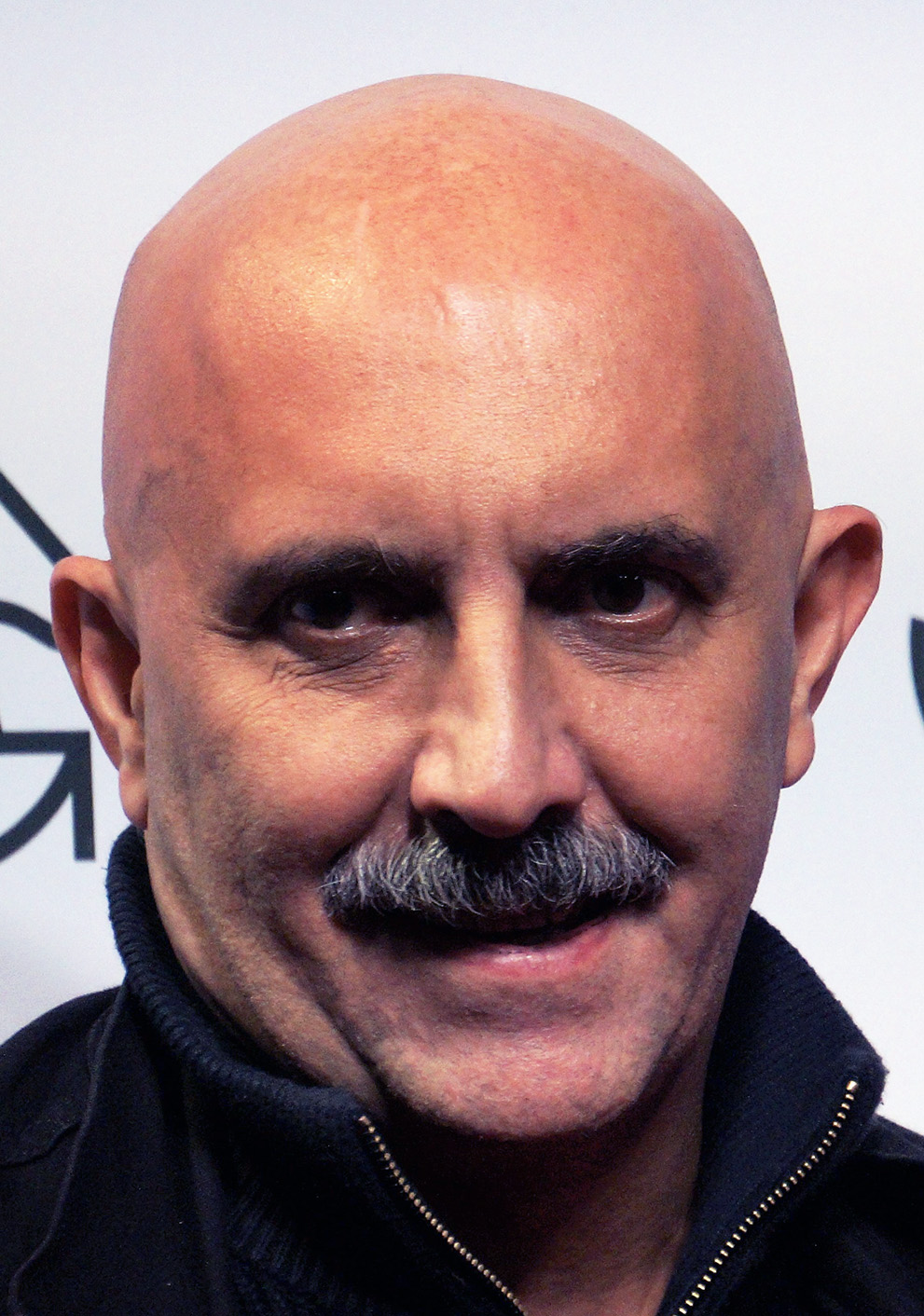
Gaspar Noé (* 1963)

- Noë, Hans (1928–2025), US-amerikanischer Architekt und Bildhauer
- Noe, Hansjörg (* 1942), deutscher Lehrer und Heimatforscher
- Noë, Heinrich (1835–1896), deutscher Schriftsteller
- Noë, Hermann (1879–1961), deutscher Unternehmer und Werftdirektor
- Noe, James A. (1890–1976), US-amerikanischer Politiker und Gouverneur von Louisiana
- Noé, Ludwig (1871–1949), deutscher Industrieller und Politiker (DDP)
- Noé, Luis Felipe (1933–2025), argentinischer Künstler
- Noe, Lynn (1933–2015), US-amerikanische Filmschauspielerin
- Noé, Nora (* 1952), deutsche Autorin
- Noè, Virgilio (1922–2011), italienischer Geistlicher, römisch-katholischer Kurienkardinal
- Noë, Wilhelm (1890–1956), deutscher Fußballspieler und -trainer

### Noeb
- Noebe, Carl (1800–1866), deutscher Organist und Orgelbauer
- Noebe, Louis (1843–1931), deutscher Cellist und Geigenbauer
- Noebel, David A. (* 1936), amerikanischer religiöser Führer
- Noebel, Hans Heinrich (1921–2016), deutscher Diplomat
- Noebel, Walter A. (1953–2012), deutscher Architekt und Hochschullehrer
- Noebel, Willy (1887–1965), deutscher Diplomat
- Noebels, Marcel (* 1992), deutscher Eishockeyspieler

### Noed
- Noeding, Carolina (* 1991), deutsche Schönheitskönigin und ehemalige Miss GermanyCarolina Noeding (* 1991)

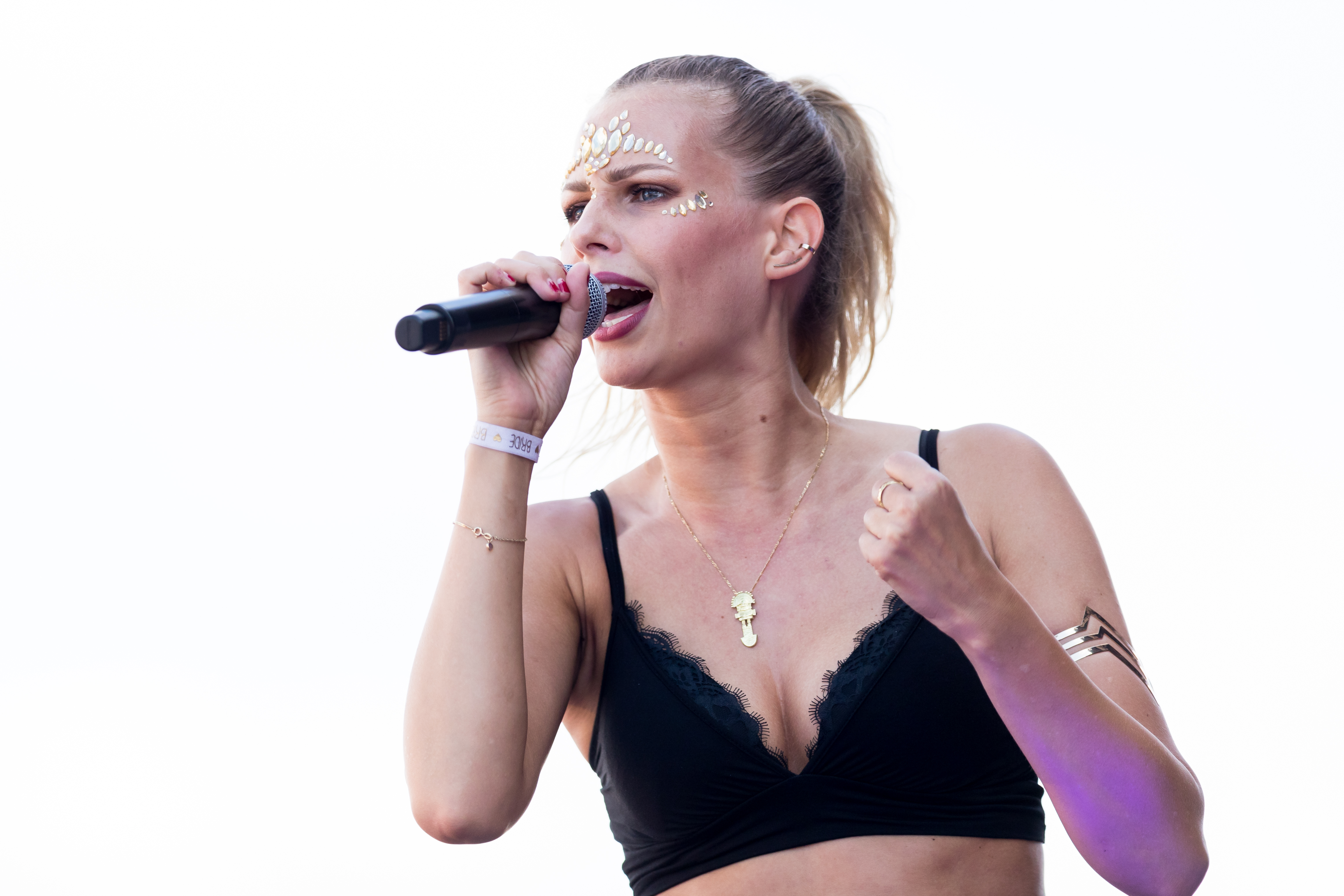
Carolina Noeding (* 1991)

- Noeding, Edith (* 1954), peruanische Leichtathletin

### Noeg
- Noegel, Angelika (1952–2025), deutsche Biochemikerin und Hochschullehrerin
- Noeggerath, Carl (1876–1952), deutscher Pädiater und Hochschullehrer
- Noeggerath, Emil (1827–1895), deutsch-amerikanischer Gynäkologe
- Noeggerath, Felix (1885–1960), deutscher Schriftsteller, Übersetzer, Verleger, Philosoph, Revolutionär und Geheimdienstmitarbeiter
- Noeggerath-Bauer, Marga (1906–1991), deutsche Germanistin, Übersetzerin und Lyrikerin

### Noeh
- Noehles, Gisela (1930–2025), deutsche Kunsthistorikerin
- Noehles, Karl (1922–2018), deutscher Kunsthistoriker
- Noehren, Robert (1910–2002), US-amerikanischer Organist, Orgelbauer und Musikpädagoge

### Noel
- Noel Andre (* 2002), deutsch-kongolesischer Sänger und Songwriter
- Noël des Vergers, Adolphe (1805–1867), französischer Orientalist und Archäologe
- Noël Leslie, Countess of Rothes (1878–1956), britische Philanthropin und AdeligeNoël Leslie, Countess of Rothes (1878–1956)

Noël Leslie, Countess of Rothes (1878–1956)

- Noel, Alexa (* 2002), US-amerikanische Tennisspielerin
- Noël, Alyson (* 1967), US-amerikanische Autorin
- Noël, Ann (* 1944), deutsch-britische Künstlerin
- Noel, Anne, 11. Baroness Wentworth (1792–1860), britische Aristokratin, Ehefrau des Dichters Lord Byron
- Noel, Anthony Robert Alistair (1927–1984), britisch-südafrikanischer Hochschullehrer, Botaniker und Pflanzensammler
- Noel, Anthony, 5. Earl of Gainsborough (1923–2009), britischer Adeliger und Mitglied des House of Lords
- Noel, Anthony, 6. Earl of Gainsborough (* 1950), britischer Adeliger
- Noel, Arthur, 4. Earl of Gainsborough (1884–1927), britischer Adeliger und Mitglied des House of Lords
- Noël, Bernard (1924–1970), französischer Schauspieler
- Noël, Bernard (1930–2021), französischer Schriftsteller und Dichter
- Noel, Charles, 1. Earl of Gainsborough (1781–1866), britischer Peer und Politiker
- Noel, Charles, 2. Earl of Gainsborough (1818–1881), britischer Adeliger, Abgeordneter des House of Commons und Mitglied des House of Lords
- Noel, Charles, 3. Earl of Gainsborough (1850–1926), britischer Adeliger und Mitglied des House of Lords
- Noël, Chloé (* 2004), französische Tennisspielerin
- Noël, Christian (* 1945), französischer Florettfechter
- Noel, Christian Vicente (1937–2017), philippinischer Geistlicher, römisch-katholischer Bischof von Talibon
- Noel, Claude (1949–2023), Boxer aus Trinidad und Tobago im Leichtgewicht
- Noël, Claude (* 1955), kanadischer Eishockeyspieler und -trainer
- Noël, Clément (* 1997), französischer SkirennläuferClément Noël (* 1997)

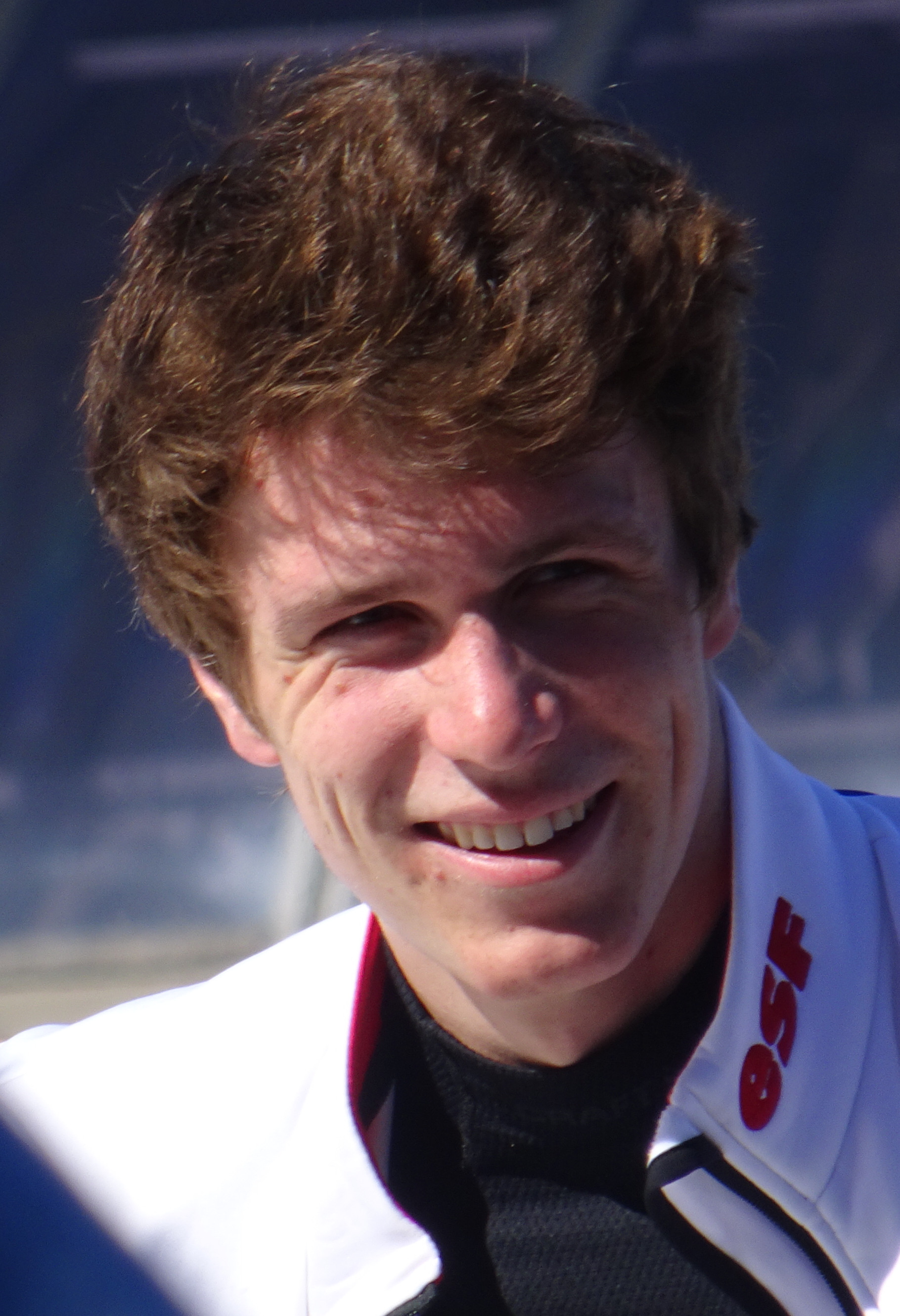
Clément Noël (* 1997)

- Noel, Dick (1926–1989), US-amerikanischer Jazz- und Studiomusiker
- Noel, Dick († 2017), US-amerikanischer Sänger
- Noel, Ebonée (* 1990), amerikanische Schauspielerin
- Noel, Edmond (1856–1927), US-amerikanischer Politiker
- Noel, Edward William Charles (1886–1974), britischer Offizier und Geheimagent
- Noël, Edwin (1944–2004), deutscher Schauspieler
- Noël, Emile (1922–1996), französischer EU-Beamter
- Noel, Evan Baillie (1879–1928), britischer Sportjournalist, -historiker und Olympiasieger
- Noël, Faustine (* 1993), französische Badmintonspielerin
- Noël, François (1651–1729), belgischer Jesuit
- Noël, François (1756–1841), französischer Pädagoge, Grammatiker, Lexikograf, Latinist und Romanist
- Noël, Gary (* 1990), englisch-mauritischer Fußballspieler
- Noël, Georges (1924–2010), französischer Maler
- Noel, Gerard, 2. Baronet (1759–1838), britischer Adliger und Politiker
- Noël, Gert (1927–1998), belgischer Unternehmer
- Noël, Henriette von (1833–1903), deutsche Lehrerin und Gründerin der heutigen Hildegardis-Schule in Bochum
- Noël, Henry († 1931), schwarzafrikanischer Sklave, Mündel des Deutschen Kaisers Wilhelm I. und dessen Ehefrau Augusta
- Noel, Iván (1968–2021), spanischer Filmregisseur und Komponist
- Noël, Jacques (1920–2004), französischer Florettfechter
- Noël, James (* 1978), haitianischer Lyriker und Romancier
- Noel, Jamie (* 1986), US-amerikanische Schauspielerin
- Noël, Jeremias Gottfried von (1768–1836), Beamter, Geheimrat und Gesandter des Fürsten Konstantin zu Salm-Salm
- Noel, John (1888–1939), US-amerikanischer Sportschütze
- Noel, John (1890–1989), britischer Bergsteiger, Fotograf, Filmemacher und Sachbuchautor
- Noël, John Cecil (1906–1942), britischer Militär und Autorennfahrer
- Noël, Jules (1903–1940), französischer Diskuswerfer und Kugelstoßer
- Noel, Ken (* 1991), österreichischer Fußballspieler
- Noël, Kettly (* 1968), haitianische Tänzerin, Choreografin und Schauspielerin
- Noël, Laurent (1920–2022), kanadischer Geistlicher, römisch-katholischer Bischof von Trois-Rivières
- Noël, Léon (1888–1987), französischer Politiker und Botschafter
- Noël, Magali (1931–2015), französische Schauspielerin und SängerinMagali Noël (1931–2015)

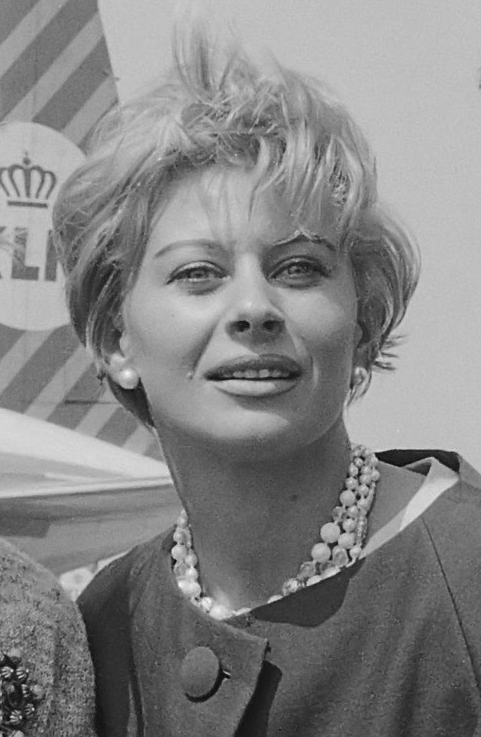
Magali Noël (1931–2015)

- Noël, Mallaurie (* 1994), französische Tennisspielerin
- Noël, Marie (1883–1967), französische Dichterin und Schriftstellerin
- Noël, Marjorie (1945–2000), französische Chansonsängerin
- Noel, Markus (* 1987), deutscher Handballspieler
- Noël, Martin (1956–2010), deutscher Maler, Zeichner und Grafiker
- Noël, Matthias Joseph de (1782–1849), deutscher Kaufmann, Maler, Kunstsammler und Schriftsteller
- Noel, Nerlens (* 1994), US-amerikanischer BasketballspielerNerlens Noel (* 1994)

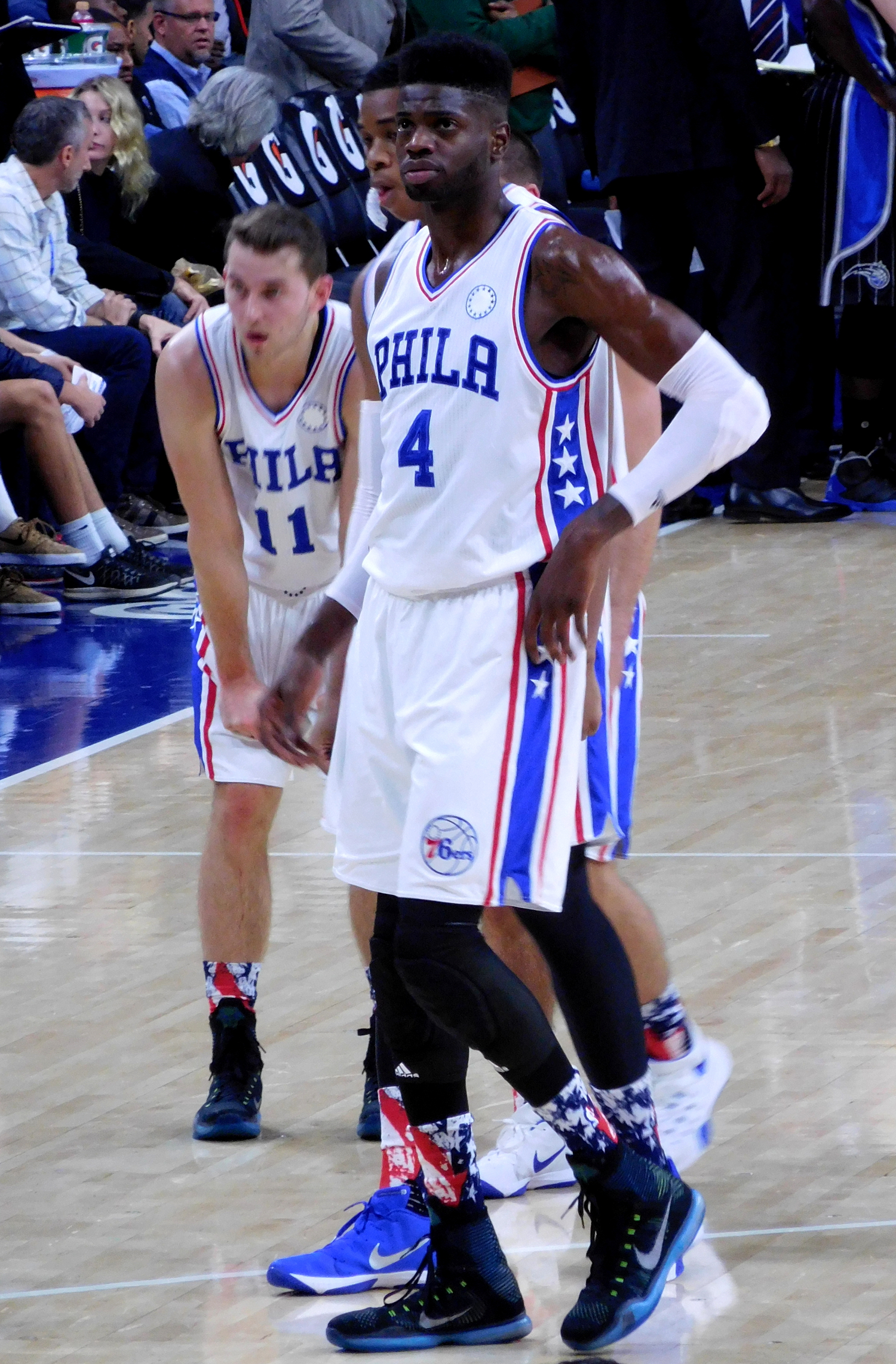
Nerlens Noel (* 1994)

- Noël, Nicolas (1712–1781), Benediktinermönch, Instrumenten- und insbesondere Teleskopbauer in der Abtei Saint-Germain-des-Prés
- Noël, Peter Franz (1738–1809), deutscher Jurist, Hofpfalzgraf und Prokurator des Reichskammergerichts, Hochschullehrer für deutsches Staatsrecht an der Universität Trier sowie Geheimrat, Kanzler und Gesandter des Fürsten Konstantin zu Salm-Salm
- Noel, Philip W. (* 1931), US-amerikanischer Politiker
- Noël, Rainer (* 1950), deutscher Autor und Fernsehproduzent
- Noel, Roden (1834–1894), britischer Dichter und Essayist
- Noel, Sak (* 1983), spanischer DJ, Musikproduzent sowie Regisseur von Musikvideos
- Noel, Seyoum Franso (* 1970), äthiopischer römisch-katholischer Geistlicher, Apostolischer Vikar von Hosanna
- Noel, Sterling (1903–1984), US-amerikanischer Science-Fiction-Autor und Journalist
- Noël, Suzanne (1878–1954), französische Plastische Chirurgin
- Noel, Sydelle (* 1985), US-amerikanische Schauspielerin
- Noel, Thomas, 2. Viscount Wentworth (1745–1815), britischer Peer und Politiker
- Noel, Vincent Eugèn (* 1980), deutscher Schriftsteller und Dramatiker
- Noël, Xavier (* 1976), französischer Boxer
- Noel-Baker, Philip (1889–1982), britischer Leichtathlet, Politiker, Mitglied des House of Commons und Friedensnobelpreisträger
- Noël-Bruneau, Bertille (* 1996), französische Schauspielerin (Kinderdarstellerin)
- Noel-Buxton, Martin, 3. Baron Noel-Buxton (1940–2013), britischer Peer und Politiker
- Noel-Buxton, Noel, 1. Baron Noel-Buxton (1869–1948), britischer Politiker, Unterhausabgeordneter und Peer
- Noël-Noël (1897–1989), französischer Schauspieler
- Noel-Paton, Victor, Baron Ferrier (1900–1992), britischer Offizier, Geschäftsmann und Mitglied des Oberhauses
- Noeldechen, Bernhard (1848–1919), deutscher Opernsänger (Bass) und Kammersänger
- Noeldechen, Ferdinand (1895–1951), deutscher Generalleutnant im Zweiten Weltkrieg
- Noeldechen, Heinrich (1858–1938), deutscher Verwaltungsbeamter
- Noeldechen, Wilhelm (1839–1916), deutscher Arzt und Dichter
- Noeldecke, Georg Justus Friedrich (1768–1843), deutscher Arzt und Schriftsteller
- Noelke, Peter (1941–2025), deutscher Provinzialrömischer Archäologe
- Noell, Alfred (1933–2023), deutscher Autor, Journalist und Fernsehregisseur
- Noell, Ferdinand (1801–1893), deutscher Verwaltungsjurist und Politiker
- Noell, Georg (1852–1926), preußischer General der Infanterie
- Noell, Georg Heinrich (1836–1895), deutscher Maschinenbau-Unternehmer
- Noell, John William (1816–1863), US-amerikanischer Politiker
- Noell, Konrad (1904–1965), preußischer Landrat im Kreis Simmern
- Noell, Thomas Estes (1839–1867), US-amerikanischer Politiker
- Noell, Werner (1906–1987), deutscher Bauinspektor und Stadtbaurat
- Noelle, Eleonore (1924–2004), deutsche Schauspielerin und Synchronsprecherin
- Noelle, Ernst (1854–1916), deutscher Unternehmer
- Noelle, Ernst (1886–1960), deutscher Manager
- Noelle, Friedrich (1808–1873), Pädagoge und Gründer der ersten Handelsschule in Osnabrück
- Noelle, Heinrich (1891–1964), deutscher Verwaltungsjurist, Landrat und Regierungspräsident
- Noëlle, Marie, deutsch-französische Regisseurin, Drehbuchautorin und Produzentin
- Noelle, Sebastian (* 1973), deutscher Jazzmusiker (Gitarrist und Komponist)
- Noelle-Neumann, Elisabeth (1916–2010), deutsche Meinungsforscherin, Gründerin des Allensbach-Instituts
- Noellner, Emil (1847–1915), deutscher Architekt und Dekorationsmaler
- Noelte, A. Albert (1885–1946), deutsch-amerikanischer Komponist, Musikpädagoge und -kritiker
- Noelte, Rudolf (1921–2002), bedeutender deutscher Fernseh-, Theater- und Opernregisseur
- Noelting, Emilio (1851–1922), französischer Chemiker

### Noem
- Noem, Kristi (* 1971), amerikanische Politikerin der Republikanischen ParteiKristi Noem (* 1971)

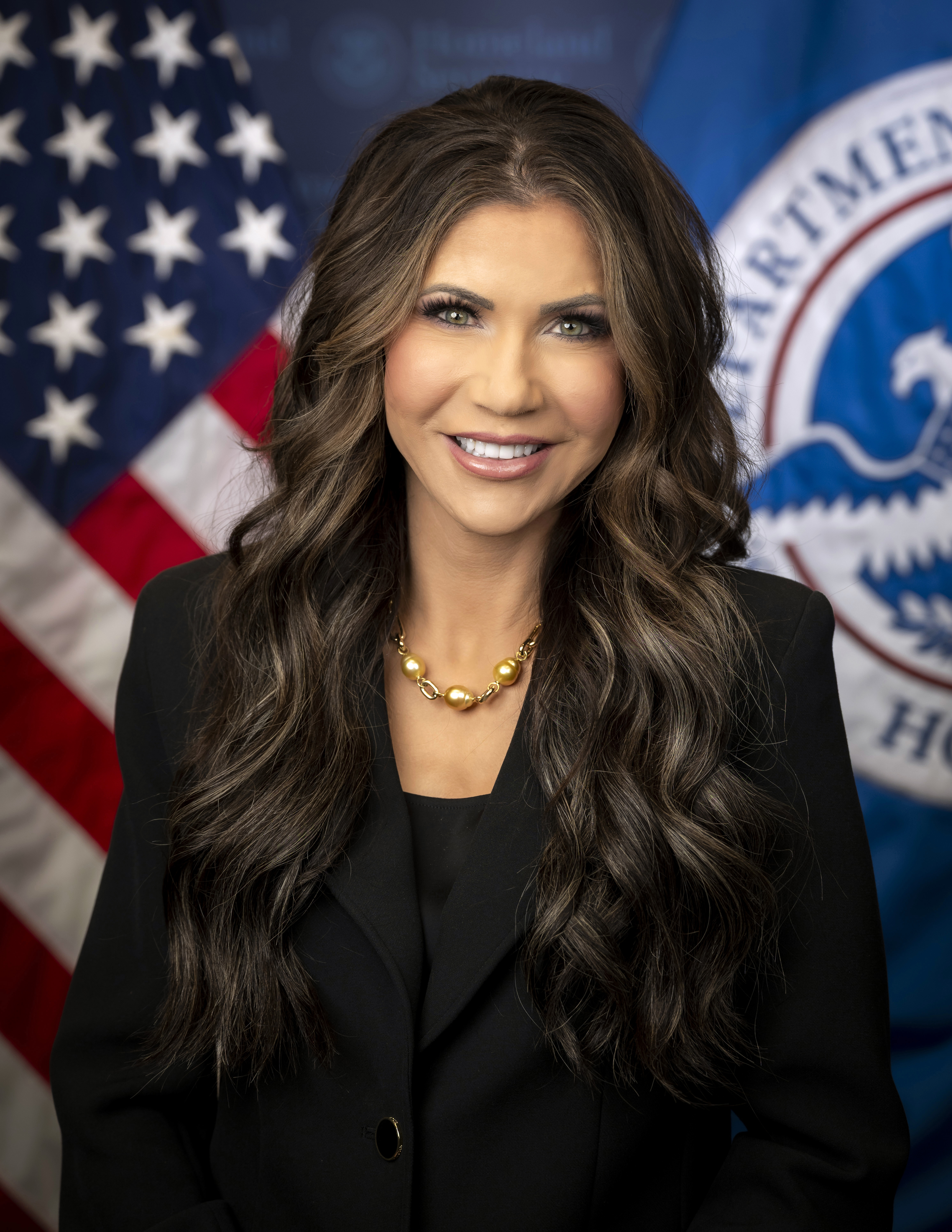
Kristi Noem (* 1971)

- Noemi (* 1982), italienische Sängerin

### Noen
- Noens, Nastasia (* 1988), französische Skirennläuferin

### Noer
- Noer, Friedrich August von (1830–1881), deutscher Orientalist
- Noer, Lasse Lyskjær (* 1991), dänischer Filmregisseur und Drehbuchautor
- Noer, Muhammad (1918–2010), indonesischer Politiker
- Noer, Ragnhild (* 1959), norwegische Richterin
- Noerden, Joseph (1927–1991), luxemburgischer Schauspieler
- Noerenberg, Gerold (* 1957), deutscher Politiker (CSU), Oberbürgermeister der Stadt Neu-Ulm
- Noeres, Moritz (* 2000), deutscher Basketballspieler
- Noerr, Julius (1827–1897), deutscher Landschafts- und Genremaler

### Noes
- Noesen, Stefan (* 1993), US-amerikanischer Eishockeyspieler
- Noeske, Dieter (* 1936), deutscher Orgelbauer
- Noeske, Nina (* 1975), deutsche Musikwissenschaftlerin
- Noesselt, Nele, deutsche Politikwissenschaftlerin und Sinologin

### Noet
- Noet, Kirchengelehrter; Begründer des modalistischen Monarchianismus (Patripassianismus)
- Noetel, Konrad Friedrich (1903–1947), deutscher Arrangeur und Komponist
- Noethen, Sabine (* 1964), deutsche Fernsehmoderatorin
- Noethen, Ulrich (* 1959), deutscher SchauspielerUlrich Noethen (* 1959)

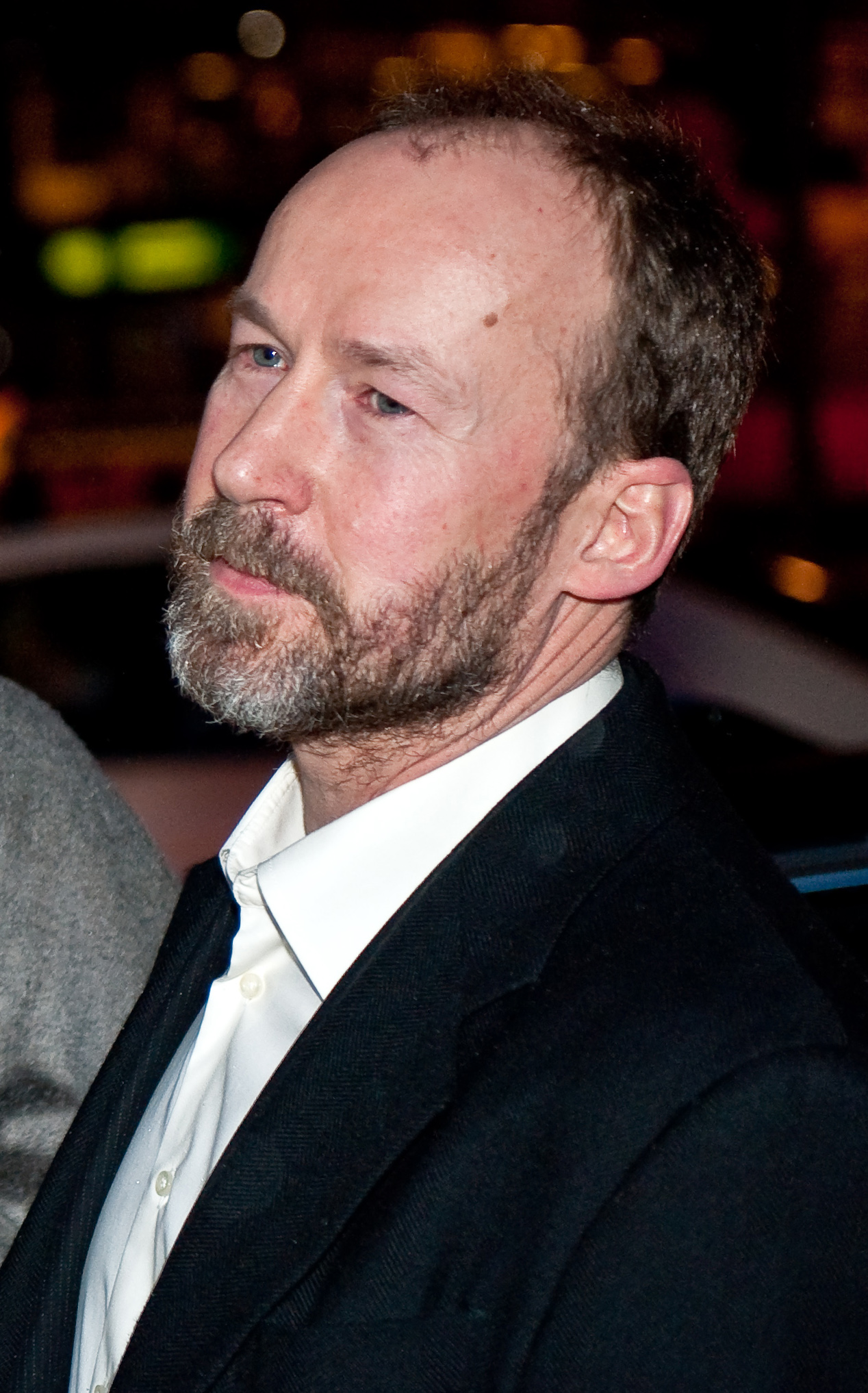
Ulrich Noethen (* 1959)

- Noether, Adolf (1855–1943), deutscher Blumen- und Landschaftsmaler
- Noether, Emmy (1882–1935), deutsche Mathematikerin
- Noether, Fritz (1884–1941), deutscher Mathematiker
- Noether, Max (1844–1921), deutscher Mathematiker
- Noething, Carl Lebrecht (1717–1797), preußischer Kammerbeamter
- Noethlichs, Karl Leo (* 1943), deutscher Althistoriker
- Noetinger, Jérôme (* 1966), französischer Improvisationsmusiker (Elektronik, Synthesizer, Tonbänder) und Komponist
- Noetling, Fritz (1857–1928), deutscher Geologe und Paläontologe
- Noetzel, Adolf (1903–1941), deutscher Kommunist und Künstler
- Noetzel, Christoph (* 1950), deutscher Komponist und Kirchenmusiker
- Noetzel, Johann (* 1977), US-amerikanisch-deutscher Fußballtorhüter
- Noetzel, Michael (1925–2003), deutscher Politiker (SPD), MdA
- Noetzel, Michael (* 1975), deutscher Politiker (Die Linke) und Rechtsanwalt
- Noetzel, Peter (* 1946), deutscher Kommunalpolitiker (SPD), Bürgermeister von Bottrop
- Noetzel, Thomas (1957–2022), deutscher Politikwissenschaftler
- Noetzel, Timo (* 1977), deutscher Politikwissenschaftler
- Noetzlin, Jacques (1898–1972), französischer Geologe, Physiker und Vulkanologe

### Noev
- Noever, Hans (* 1928), deutscher Filmregisseur, Schauspieler und Drehbuchautor
- Noever, Klaus Peter (1929–2020), deutscher Maler und Bildhauer
- Noever, Peter (* 1941), österreichischer Designer und KuratorPeter Noever (* 1941)

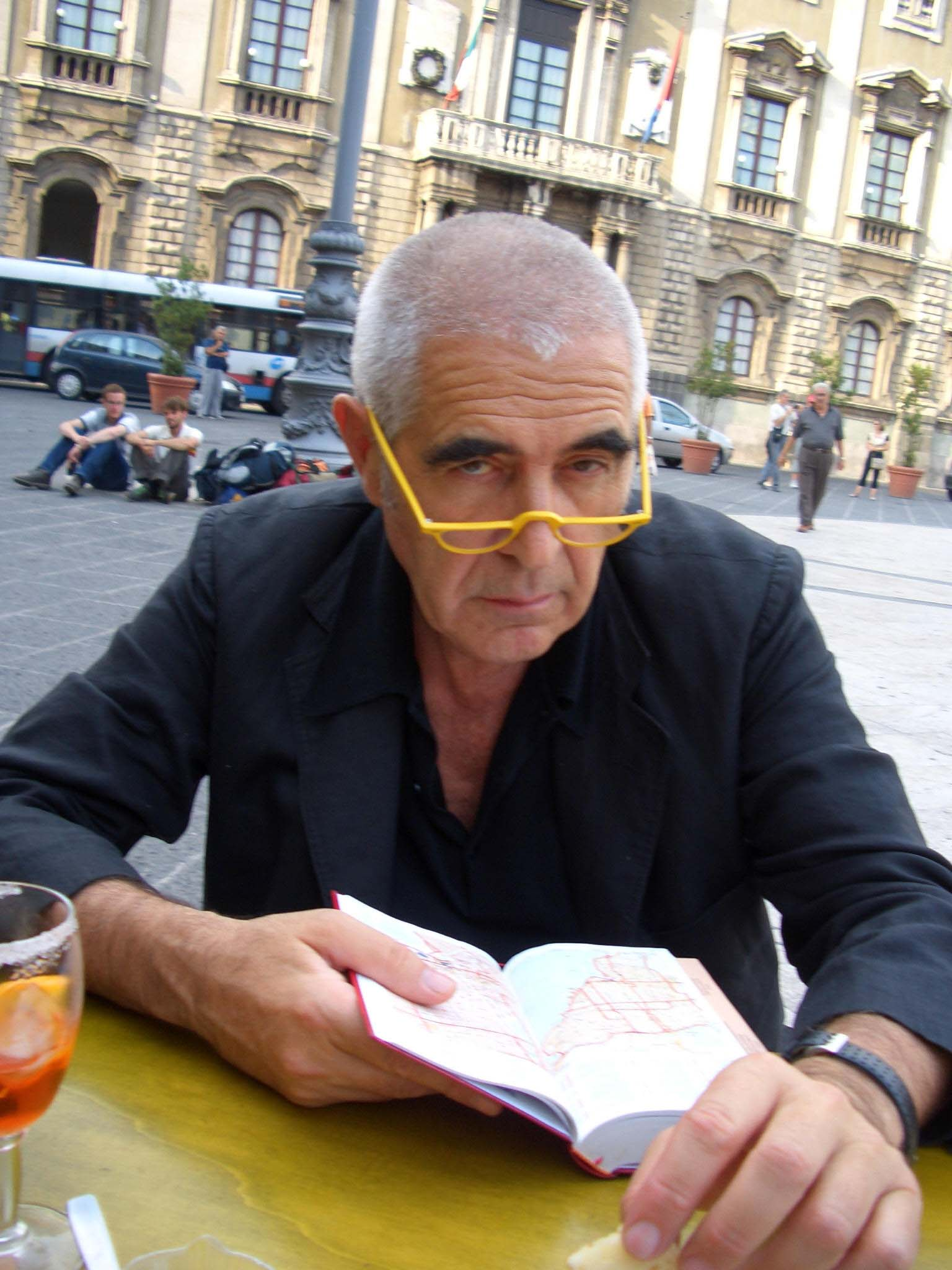
Peter Noever (* 1941)

- Noevers, Nicole (* 1968), niederländische ehemalige Moderatorin im deutschen Fernsehen

### Noew
- Noew, Bojko (* 1954), bulgarischer Politiker